# Бернат де Рокафорт
Бернат де Рокафорт (Bernat de Rocafort или Berenguer de Rocafort) (1271 – 1309) е рицар и кондотиер, трети водач на Каталанската компания.
Бернат Рокфорт е дребен благородник от района на Валенсия, син на Арнал де Рокафорт, управител на Морела. Като водач на група наемници-алмогаври Рокафорт участва във войната в Силиция известна като Сицилианската вечерня (1282 – 1303) и става оръженосец на неаполитанския крал Шарл II Анжуйски. Посветен в рицарство от него, служи и на синът му крал Роберто Мъдри. След края на войната Рокафорт отказва да приеме условията на мира от Калтабелота, който изисква от него да предаде два замъка, които е завладял в Калабрия. Заедно със своите алмогавари той заминава за Византия, където се присъединява към Каталонската компания, наета от византийският император Андроник II за борба с турците в Мала Азия. През лятото на 1304 г. Рокафорт пристига в Константинопол. С две галери и подкрепления от 1000 алмогавари и 200 конници, той се присъединява към каталанската флота край Хиос и отплава за Ания, където се намират Рамон Мунтанер и Роже дьо Флор. Рокафорт участва в битката при Ания, след което в битките при планината Тавър, Киликийска порта и обсадата на Магнизия. След убийството на Роже дьо Флор в Адрианопол от аланите и залавянето на Беренгар д'Естенца от генуезците и хвърлянето му в тъмница в Константинопол, Рокафорт става водач на Каталанската компания. Под негова команда в продължение на две години каталаните опустошават цяла Тракия, полуостров Халкидики и Атонските манастири и водят битки с алани и византийци в т.нар. Каталонска вендета за смъртта на Роже дьо Флор. Аланите са наемници на византийска служба, които преди са служили на Ногай и неговия син Чака. След смъртта на Ногай те предлагат услугите си на Византийската империя и воюват с каталонските алмогавари. През есента на 1306 г. голяма група от алански наемници (около 16 000), решават да напуснат службата във Византия и да се върнат в родните си местмежду делтите на Дунав и Днестър, район който е върнат от Златната Орда на българският цар Теодор Светослав, в знак на благодарност заради отстраняването на Чака. Аланите молят българският цар за помощ и той се съгласява да ги приеме отново, тъй като се нуждае от наемници за войната си с Византия. Узнавайки за това Рокафорт и алмогаврите решават да се разправят с аланите, преди да са успеят да преминат Дунав. В разигралата се битка в подножието на планината Хемус през юни 1306 г. , аланите са разбити (9000 загиват), като в ръцете на Рокафорт попадат съкровишата на Роже дьо Флор, натрупани в Мала Азия, както и всичко, което аланите са плячкосали на византийска служба. За да спаси аланите, Теодор Светослав предлага на каталаните съюз, който трябвало да бъде скрепен с с брак между Рокфорт и сестрата на царя – вдовицата с неизвестно днес име на Чака. Според византийския историк Пахимер, Бернат де Рокафорт приел предложението, но липсва информация за по-нататъшни общи действия. Украинският археолог и учен Андрей Добролюбски изказва тезата, че българският цар предлага на Рокафорт не само ръката на сестра си, но и бившия улус на Чака в Северното Черноморие като зестра. Рокафорт първоначално приема предложението и през есента на 1306 г. извършва опознавателна експедиция до бъдещите си земи, източната граница на които достига до устието на р. Днестър. Там каталаните основават два морски авантпоста – Джинестра (в района на Одеса) и Флорделис, на които Рокафорт дава имената на хералдическите емблеми на неговия рицарски орден. През 1307 г. Теодор Светослав променя решението си и прекъсва преговорите с каталаните, като сключва договор с Византия, което слага край на войната между тях. На Рокафорт не останало нищо друго освен да се върне с алмогаврите си в Галиполи за да не загуби властта над Каталанската компания. След освобождаването на Беренгар д'Естенца от генуезки плен той се завърнал в Галиполи, но скоро след това бил убит случайно от брата на Рокафорт – Жилбер. Така Рокафорт станал отново единствения водач на Компанията. Той също така убеждава каталаните да отхвърлят предложенията на крал Фредерик II от Сицилия, който се опитва да постави Компанията под свой контрол, като изпраща братовчед си, инфанта Фердинанд от Майорка, да поеме тяхното ръководство. Инфантът пристига във Византия, но каталаните отказват да го приемат, след което той е принуден да се върне в Сицилия през Атинското херцогство. Той е придружен от главния хронист на Каталунската компания Рамон Мунтанер. След като опустошава Тракия, през юни 1307 г. Компанията е принудена да се премести на запад, за да намери ново препитание. След като преминават през Тракия и Македония, през август каталаните се установяват в изоставения древен град Касандрея на полуостров Халкидики. Оттам те продължават набезите си, ограбвайки манастирите на Атон през лятото на 1308 г. Виждайки, че е влошил отношенията с домовете на Сицилия, Арагон и Майорка, Рокафорт се ориентира към Шарл дьо Валоа – същият, който се бори срещу Федериг II Сицилиански и който става титулярен император на Константинопол и го прави свой сюзерен, като полага клетва пред неговия представител Тибо дьо Сепоа. Ефективната власт обаче остава в ръцете му и той скоро започва да се представя като независим владетел, целящ превземането на Солун и възстановяването на несъществуващото кралство на кръстоносците там. Той дори наредил да се направи кралски печат, показващ Свети Димитър, покровител на града, и кралска корона, и се стремял да разшири господството си над Атинското херцогство. За тази цел Рокафорт започва преговори с херцог Ги II дьо ла Рош за брак със сестра му Жана дьо Бриен. Ги II изпраща пратеници в Касандрея с идеята да използва каталаните, за да осъщесвти претенциите на съпругата си върху съседното княжество Ахея. Тези планове обаче се разминавали с интересите на Венеция, която вижда каталаните като заплаха за собствените си колонии в Леванта. Преговорите не дали резултат, а самият Рокафор е свален от Компанията, която се уморила от неговото все по-деспотично управление. Рокафорт е арестуван и предаден на Тибо дьо Сепоа. Последният, опасявайки се да остане с каталаните повече, се укрива посред нощ със своя затворник и взема кораб за Неапол. Там крал Робер Мъдри хвърля Рокафорт в подземията на Аверса, където го оставят да умре от глад.